# Offermosse

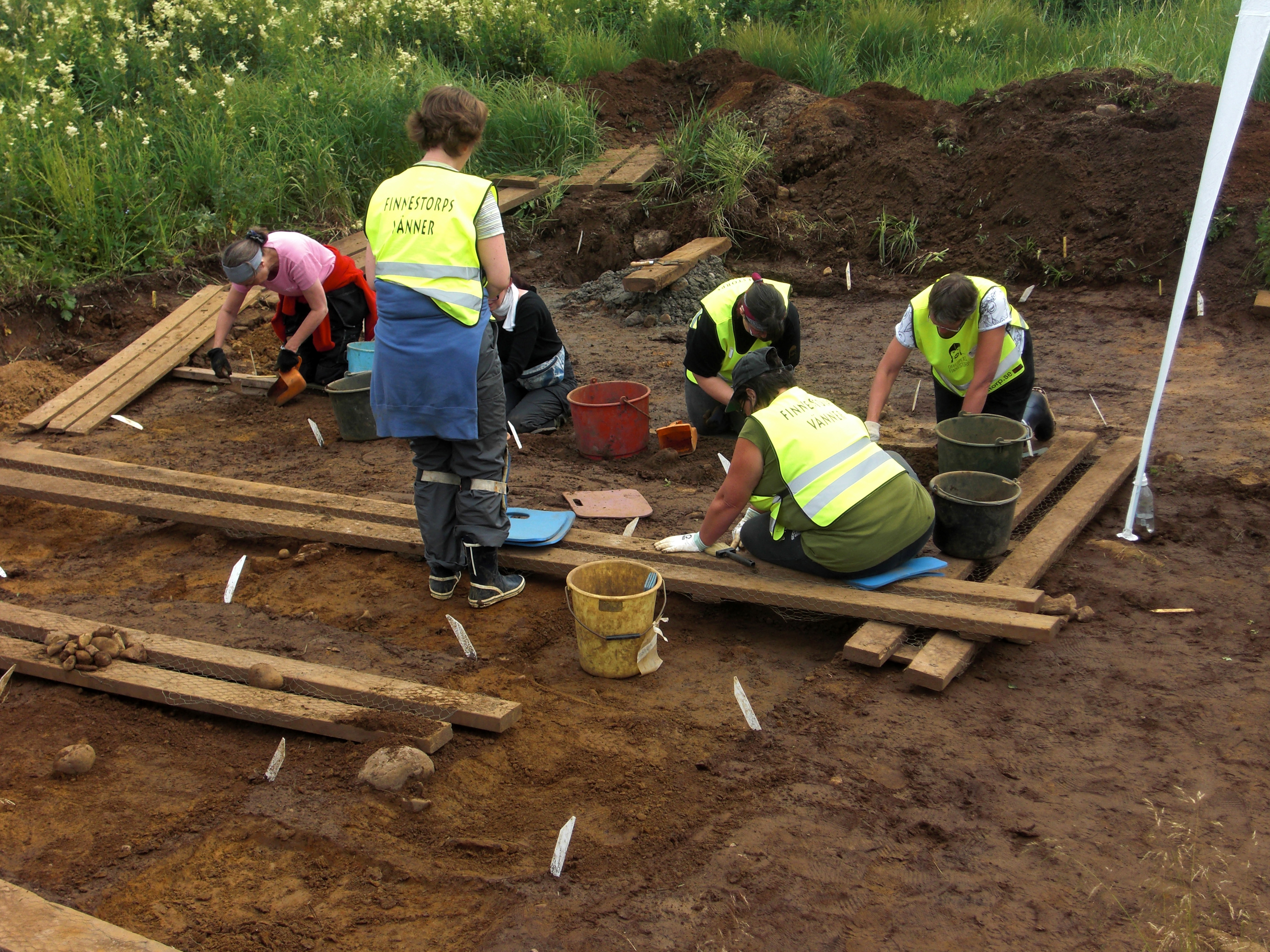
Utgrävning vid Finnestorp offermosse.

Offermosse kallas en mosse eller torvmosse som varit föremål för offerriter varigenom att offergåvor nedsänkts i mossen. Offermossar är kända för att bevara sina offergåvor väl på grund av dess syrefattiga miljön.
Mossoffer finns från stenåldern fram till vikingatiden. I Sverige finns bland annat Skedemosse som utgrävts sedan 1960-talet. Utgrävningarna visar att offring pågick organiserat i stor skala från omkring Kristi födelse till omkring början av 300-talet efter Kristus. Arkeologerna har bland annat hittat 100 hästar och 38 människor som offrats där. I Danmark har man hittat flera offermossar och mycket välbevarade fynd, exempelvis Hjortspringbåten, Nydamskeppet och Huldremosekvinnan.
Världens äldsta kända träskulptur, Shigirfiguren(en), är ett fynd från en mosse i Ryssland som daterats till 9 500 f.Kr.

## Offermossar i Sverige
- Dyestads offermosse[1]
- Finnestorp
- Skedemosse[3]
- Ullentuna offermosse[4]

## Offermossar i Danmark
- Borremose
- Hjortspring Mose
- Huldremose
- Nydam Mose

## Mossofferfynd

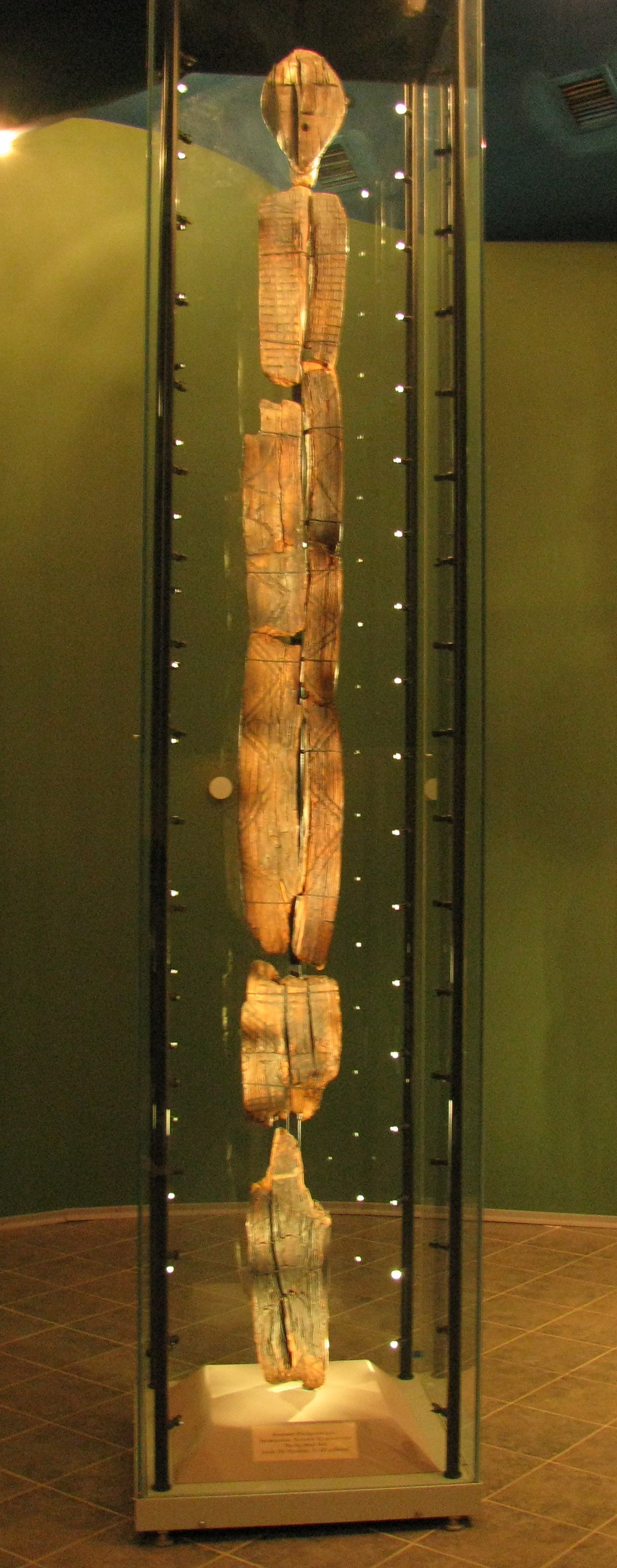
Shigirfiguren (9 500 f.Kr.)
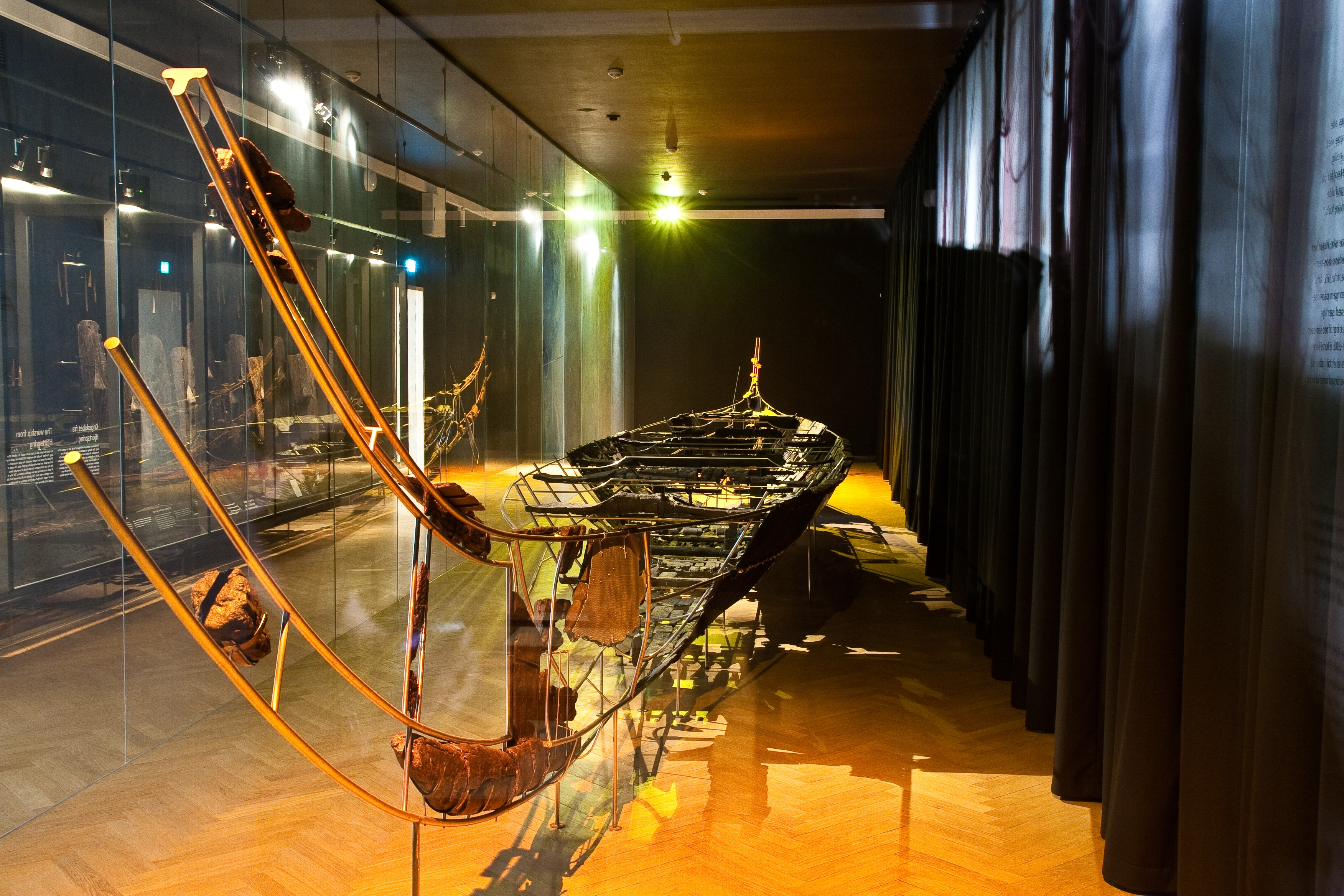
Hjortspringbåten (400-talet f.Kr.)
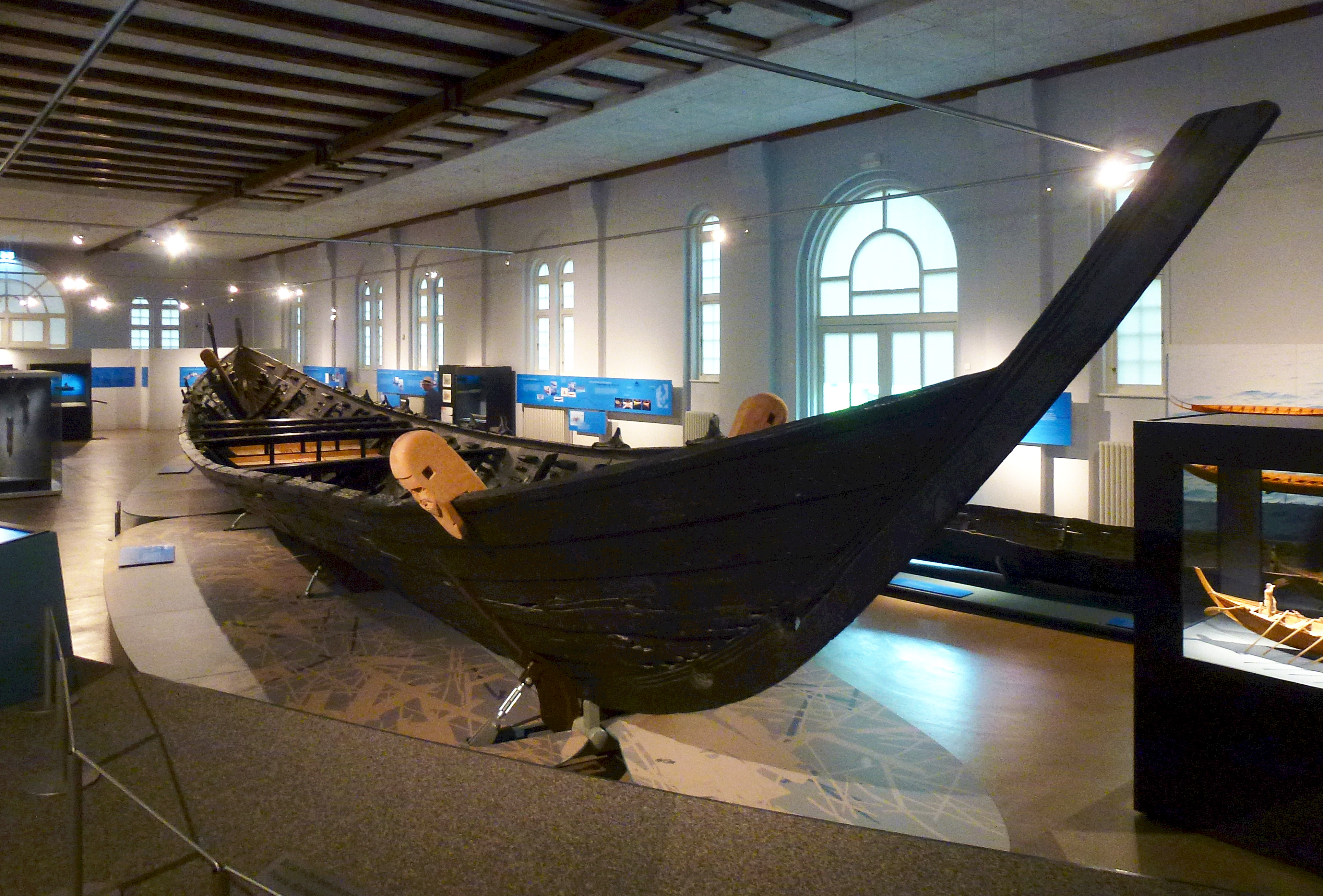
Nydamskeppet (300-talet e.Kr.)
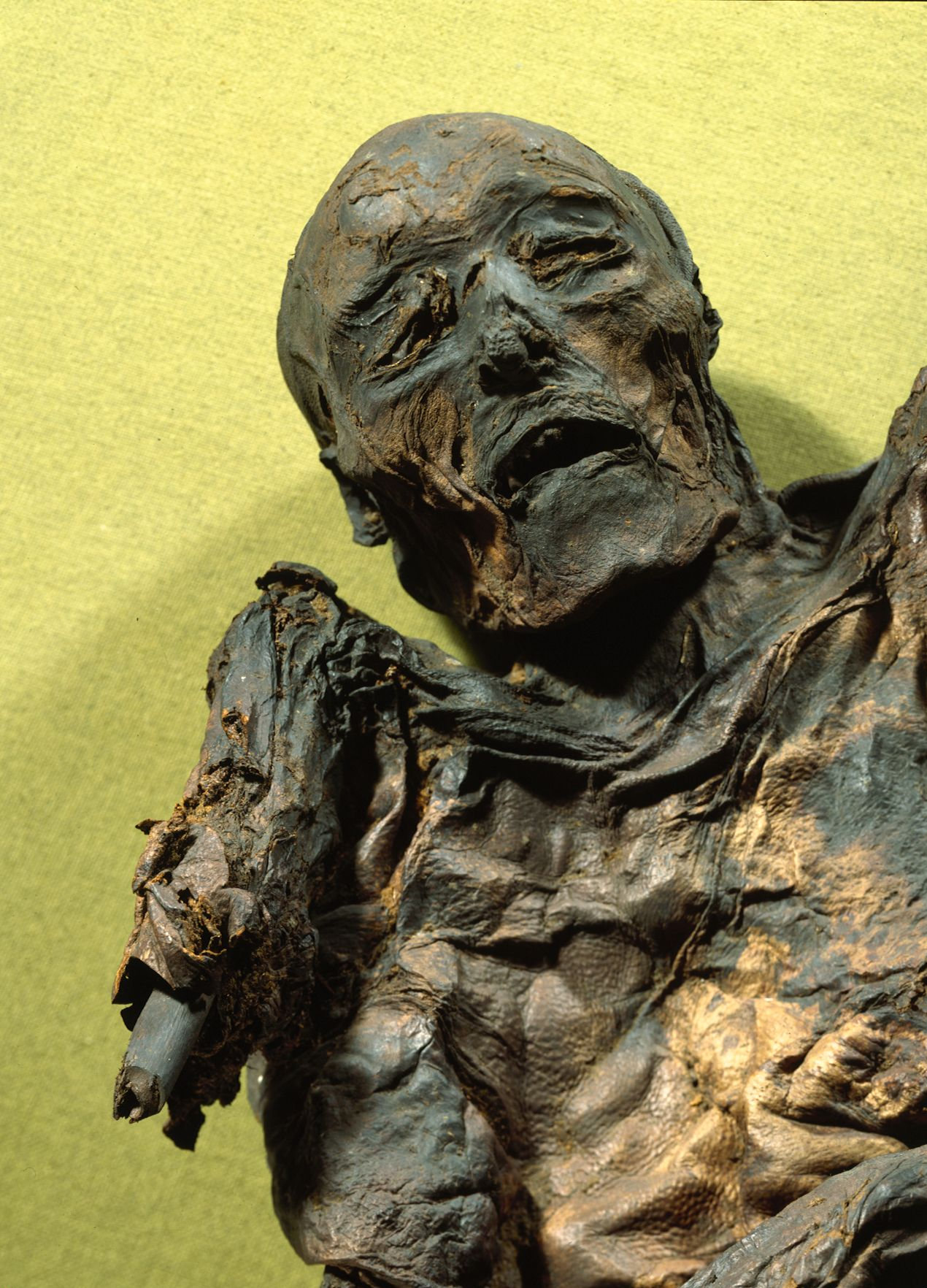
Huldremosekvinnan (160 f.Kr. – 340 e.Kr.)
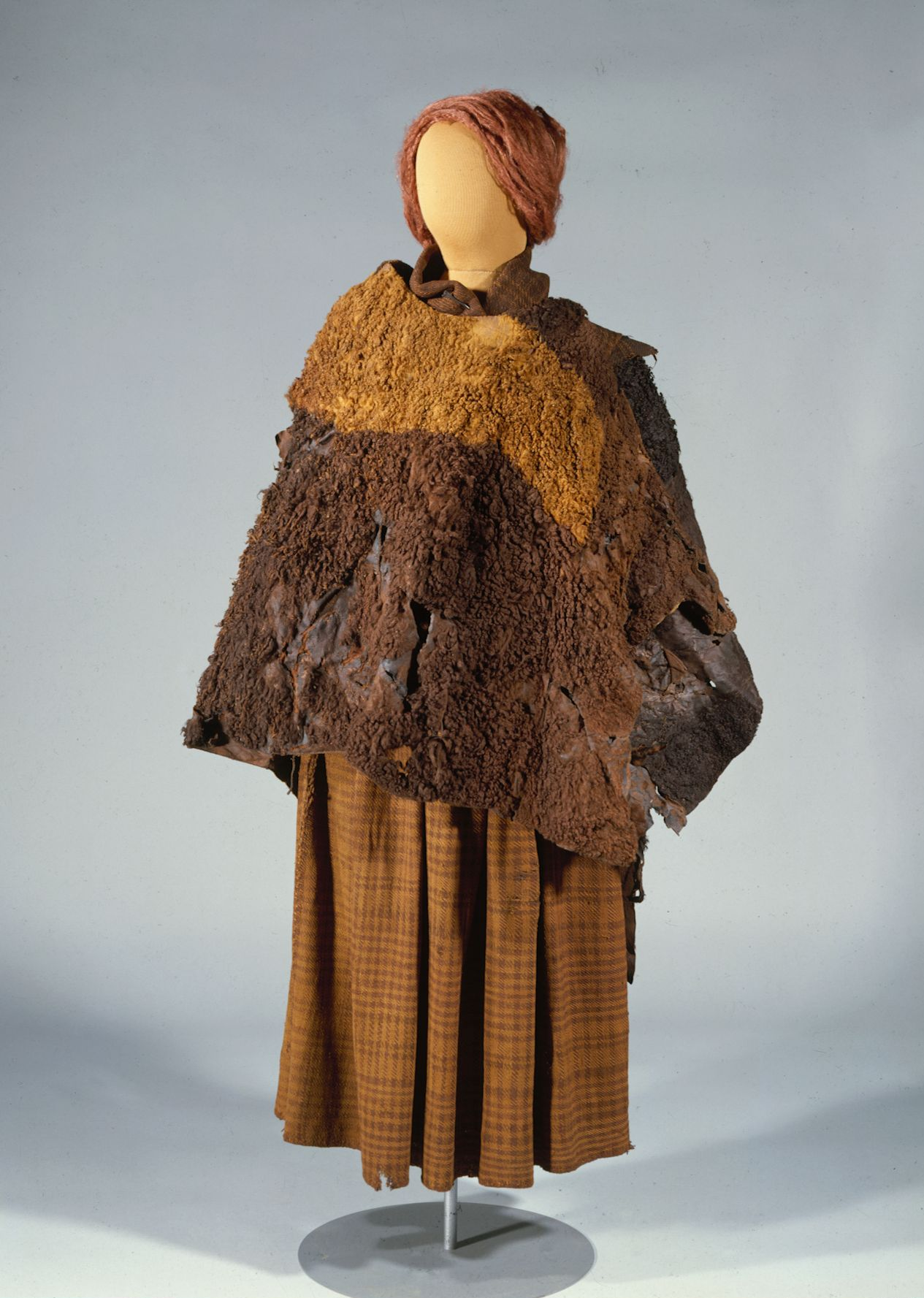
Huldremosekvinnans klädedräkt